# Инебожская волость
Инебожская волость — историческая административно-территориальная единица Владимирского уезда Замосковного края Московского царства. Располагалась на левом берегу Клязьмы близ устья Пекши и реки Липни, на территории позже образованного Покровского уезда Владимирской губернии. Происхождение названия неясно.

## Населённые пункты и пустоши в XVI—XVIII веках
- Федосов (Федосовский) погост. Половина Федосова погоста принадлежала Юрию Ивановичу Плещееву. Его дети передали эту вотчину Троице-Сергиеву монастырю. Другая половина погоста принадлежала церкви Воздвижения Креста Господня. Церковь — деревянная, имела придел Николая Чудотворца. Впоследствии храм разорён литовцами. В 1705 году ещё существовал, позже сгорел[3].
- К половине Федосова погоста принадлежащей Троице-сергиеву монастырю относились деревни: Бармино (на реке Липне), Новая Новинка или Нова Федосовского погоста (на реке Липне), Левонтьево (располагалась на реке Березынке, принадлежала Кибирю Прокофьевичу Харлантееву, впоследствии его жена Марья и дети Степан и Марья передали вотчину Троице-Сергиеву монастырю); деревни (впоследствии пустоши) Зиновьева, Рубчикова, Левонтьева и Софонова[3].